# Relacions entre l'Azerbaidjan i la Unió Europea
Les relacions entre l'Azerbaidjan i la Unió Europea es van iniciar formalment el 1996 quan van signar un Tractat d'Associació i cooperación. Aquest acord va marcar l'inici d'una relació primordialment positiva entre l'Azerbaidjan i la Unió Europea.

## Antecedents
Fins a la dissolució de la Unió Soviètica, Azerbaidjan havia mantingut poc contacte amb l'Europa fora del bloc soviètic. Durant l'època soviètica, Azerbaidjan del Nord (l'actual República de l'Azerbaidjan) es va convertir en la República Democràtica de l'Azerbaidjan. Va romandre com a tal fins que la Cort Suprema de l'Azerbaidjan va declarar la independència de la Unió Soviètica al setembre de 1989, només perquè aquesta declaració fos invalidada per les autoritats a Moscou. L'Estat finalment va obtenir la seva independència a l'agost de 1991 i es va unir a les Nacions Unides a 1992. A través de la seva participació en les Nacions Unides i les polítiques governamentals, Azerbaidjan ha arribat a la comunitat internacional, especialment, Europa i ha obert la seva economia. Així, Azerbaidjan va esdevenir el 43è Estat en unir-se al Consell d'Europa el 25 de gener de 2001. En fer això, Azerbaidjan es va obrir encara més cap a Europa i Occident. Des de la seva associació, Azerbaidjan ha ratificat 50 tractats i ha estat activament involucrada en el Consell d'Europa.
Com la Unió Europea va créixer en grandària i objectius, va llançar una Política de Veïnatge de la Unió Europea, a la qual es va unir Azerbaidjan el 2004. El pla d'acció d'aquesta política per a l'Azerbaidjan va ser adoptada el 14 de novembre de 2006, després de ser aprovat pel govern de l'Azerbaidjan i la Comissió Europea. Entre els assumptes claus inclosos en el pla es troba la inversió en infraestructura a l'Azerbaidjan, la integració parcial de l'economia azerbaidjanès a l'europea i associacions per extreure petroli de la zona del mar Càspia controlada per Azerbaiyán.

## Situació actual
En l'actualitat, Azerbaidjan i la Unió Europea estan treballant junts a la recerca dels seus interessos comuns. S'ha establert un pla d'ajuda de tres anys per a l'Azerbaidjan, denominat Programa Indicatiu Nacional per al qual la Unió Europea ha creat un pressupost de 92 milions d'euros per als tres anys (2007-2010). Els objectius principals d'aquest programa se centren en desenvolupar agències governamentals que executin la seva feina de manera més eficient i, d'aquesta manera, ajudar a l'Azerbaidjan a millorar la seva infraestructura interna per promoure la inversió estranger i el creixement econòmic. La Unió Europea també ha creat una oficina de l'Instrument Europeu per a la Democràcia i els Drets Humans a Bakú per assessorar el nou govern democràtic de l'Azerbaidjan i assegurar que els drets humans siguin respetados.
La Unió Europea i l'Azerbaidjan són forts socis en política energètica i estan treballant junts en diversos projectes. El principal projecte és la construcció d'un oleoducte que connecto la producció al mar Càspia amb Europa, de manera que proveeixi una ruta viable perquè el petroli i el gas natural arribi als consumidors. La Unió Europea també està donant suport al programa patrocinat per l'Estat azerbaidjanès per incrementar l'ús de fonts d'energies alternatives i renovables.
El principal punt de desacord entre l'Azerbaidjan i la Unió Europea és la situació de la regió d'Alt Karabakh. Aquest territori, reclamat tant per Azerbaidjan com per Armènia, ha declarat la seva independència i triat a Bako Saakian com el seu president. El Govern de Saakian demanda la completa independència de la República de l'Alt Karabakh, usant com a precedent la declaració d'independència de Kosovo.